# 쥐며느리
쥐며느리(학명: Koreoniscus racovitzai 코레오니스쿠스 라코비타차이[*])는 쥐며느리과 쥐머느리속의 절지동물의 일종이다.